# Caroline van Belle
Zuster Marie Stanislas, geboren als Caroline Van Belle (10 januari 1886 – Sint-Pieters-Leeuw, 21 december 1956) bood als zuster-overste (moeder-overste) van het klooster Sint-Antonius te Sint-Pieters-Leeuw verzet tegen de Duitse bezetter door een veertigtal Joodse kinderen in de Tweede Wereldoorlog te verbergen.
Ze was op 24 juni 1902 in het klooster ingetreden en werd tijdens de Tweede Wereldoorlog zuster-overste. Kinderen van Joodse ouders, die hun kinderen in het klooster hadden ondergebracht om ze te beschermen tegen deportatie door de Duitsers, waren verstopt in de koelruimte bij het vlees, toen de Gestapo binnenviel en hen niet vond. In het klooster waren tevens Duitse soldaten ingekwartierd. Postuum verleende de ambassadeur van Israël in België, Simona Frankel, in oktober 2016 zuster Marie Stanislas de titel 'rechtvaardige onder de volkeren' met oorkonde en medaille van Yad Vashem voor haar verzetswerk. In 2017 is zuster Marie Stanislas toegevoegd aan de Hall of Names van Yad Vashem in Jerusalem.